# Джуссоев, Альберт Александрович
Альберт Александрович Джуссо́ев (род. 19 ноября 1963 года в посёлке Квайса Юго-Осетинской АО) — российский предприниматель; президент группы компаний «Стройпрогресс», лидер общественного движения «Вперёд, Осетия!»
Академик, действительный член Академии медико-технических наук. Член-корреспондент Международной академии общественных наук.

## Биография
Окончил Московский инженерно-строительный институт по специальности «Промышленное и гражданское строительство», Институт экономики и культуры по специальности «Экономика».
После окончания МИСИ работал в Строительном управлении № 154 Главмоспромстроя, на базе которого в 1989 году создал фирму «Стройпрогресс».
В 1990-е годы, когда развернулись военные действия между Грузией и Южной Осетией, Джуссоев начал заниматься политикой. Отмечалось, что именно он поддерживал отряд, который вёл оборону Квайсы, и, кроме того, «обеспечивал пребывание в Москве многих представителей руководства Южной Осетии, когда возникала необходимость предпринять политические шаги в столице». После войны, в 1992 году, бизнесмен вернулся к работе в «Стройпрогрессе». Сообщалось, что тогда компания активно вела строительство в регионах России и за рубежом, а в 2006 году выиграла право на застройку микрорайона в посёлке Томилино Люберецкого района Подмосковья. Упоминался в СМИ и ещё один проект «Стройпрогресса» — строительство высотного многофункционального комплекса «Золотой век», начатое в рамках городской правительственной программы «Новое кольцо Москвы».
В сентябре 2006 года Джуссоев стал государственным советником по вопросам строительства президента Республики Южная Осетия Эдуарда Кокойты, а в декабре того же года возглавляемая Джуссоевым компания подписала контракт на строительство газопровода из Северной Осетии в Южную (строительство газопровода, осуществляемое на средства «Газпрома», началось весной 2007 года). В сентябре 2007 года Джуссоев получил из рук Кокойты высшую награду республики — орден Почёта «за большой личный вклад в дело укрепления экономического потенциала Республики Южная Осетия, активную общественную благотворительную деятельность по развитию духовных и культурных традиций осетинского народа».
В 2008—2009 годах Джуссоев фигурировал в прессе не только как генеральный директор строительной фирмы «Стройпрогресс» (позднее — президент группы компаний «Стройпрогресс» — «одной из ведущих строительных организаций России»), но и как самый крупный бизнесмен Южной Осетии, владелец и учредитель ООО «Коммерческий банк „Первый республиканский банк“».
Во время войны с Грузией в августе 2008 года бизнесмен полностью взял на себя всё руководство обороной Квайсы. «Единственное, оружия не было, потому что нам его не давали власти Цхинвала», — рассказывал Джуссоев. После войны предприниматель принял активное участие в восстановлении республики. Авторитет предпринимателя, который в Квайсе на свои личные средства восстановил шахты, построил клуб, футбольный стадион, три жилых дома, гостиницу, а также новое здание МВД, баню, ресторан и положил асфальт, в республике был очень высок. В дальнейшем Джуссоев вместе с руководителями ряда крупных предприятий республики планировал продолжать помогать республике «в возрождении экономики».
Джуссоев, после войны упоминавшийся в прессе также как лидер южноосетинской оппозиции, не раз выступал с критикой руководства Северной и Южной Осетии. По его мнению, у властей республик «одна цель — получить большие деньги». Ещё в 2008 году он сетовал на то, что южноосетинские «силовики» «вымогают деньги у тех, кто что-то делает». При этом в 2009 году он утверждал, что у руководства республики ещё есть шанс что-то исправить. Говоря о неизбежности смены власти, если ситуация в республике не изменится, бизнесмен подчеркивал, что «никто не должен быть настроен на конфронтацию»: «Нам надо приучаться к тому, что в смене власти ничего драматичного ни для кого нет», — заявлял он. Мнение о том, что президент Кокойты считает Джуссоева своим главным оппонентом и соперником, СМИ публиковали неоднократно. Так, экс-секретарь совета безопасности Южной Осетии Анатолий Баранкевич именно Джуссоева называл достойным кандидатом на пост президента РЮО, подчеркивавший, что после войны руководителем республики «должен быть строитель и созидатель». Между тем, по словам Джуссоева, на него, а также на Баранкевича и бывшего премьера Южной Осетии Юрия Морозова заведено уголовное дело по обвинению в организации вооруженного переворота (в мае 2009 года Морозов и Баранкевич упоминались в СМИ в числе руководителей «Стройпрогресса» — как вице-президент группы компаний и глава агропромышленного блока соответственно).
Проведённые в мае 2009 года выборы в парламент Южной Осетии Джуссоев называл «фарсом, фальсификацией, обманом, несправедливостью». Предприниматель категорически отвергал обвинения в сепаратизме, в частности, в том, что в Квайсе люди по его указанию «не подчиняются указаниям Цхинвала». В связи с этим он отрицал предположения журналистов, которые объясняли противостояние оппозиции и властей борьбой кланов Джуссоевых и Кокойты.
Между тем в 2009 году у Джуссоева в Южной Осетии появились трудности в бизнесе. В феврале 2009 года Комитет государственного контроля и экономической безопасности РЮО сообщил о выявленных нарушениях в деятельности принадлежащего бизнесмену КБ «Первый республиканский банк». Было объявлено, что его дальнейшей проверкой займется Генпрокуратура РЮО. Тогда же было объявлено о начале проверки правоохранительными структурами РЮО выполнения обязательств перед республиканским бюджетом одного из учредителей «Первого Республиканского банка» — ОАО «Спецстрой Южной Осетии» (компания впоследствии упоминалась в СМИ как дочернее предприятие «Стройпрогресса»). В июне того же года было объявлено, что ООО КБ «Первый республиканский банк», по результатам проверки Комитета, «не имеет соответствующей государственной регистрации как кредитная организация в Нацбанке Южной Осетии», а его лицензия «выдана в нарушение действующего на территории Южной Осетии законодательства и подлежит отзыву».
В июле 2009 года Генпрокуратура РЮО провела обыски в офисе компании «Спецстрой Южной Осетии». Представители прокуратуры заявили, что фирма Джуссоева уже несколько лет не выплачивает налоги в бюджет республики и задолжала уже 160 миллионов рублей. Тогда же в прессе появилась информация о том, что против директора фирмы «Спецстрой Южной Осетии» Маирбека Джуссоева (однофамильца Альберта Джуссоева) было возбуждено уголовное дело по факту укрывательства средств для уплаты налогов. Однако, по словам бывшего премьера Морозова, обвинения были необоснованными, поскольку ещё в 2006 году на переговорах Кокойты с Альбертом Джуссоевым «была достигнута договоренность о том, что на все время работ на территории Южной Осетии компания освобождается от уплаты налогов в бюджет ЮО». Из этого Морозов делал вывод о том, что обыски в «Спецстрой Южной Осетии» вызваны «политическими мотивами». Аналогичную версию развития событий выдвигал и сам Джуссоев, рассказавший, что «Стройпрогресс» создал дочернюю компанию «Спецстрой Южной Осетии» и перечислил на её счета денежные средства, позволившие осуществлять строительство.
Между тем в июле того же года объяснения, данные Джуссоевым по поводу уголовного преследования компании в интервью корреспонденту «Времени новостей», были иными: он называл «Спецстрой» «местным предприятием с местными учредителями, которое юридически никакого отношения к московской компании „Стройпрогресс“ не имеет». Однако, по его словам, арестованная техника принадлежала именно «Стройпрогрессу», который платит налоги в Москве, а в Южной Осетии должен выплачивать только налоги с зарплат работающих там местных жителей. Бизнесмен также предположил, что президент Южной Осетии видит в нём своего политического конкурента.
26 августа 2009 года концерн «Газпром» к годовщине признания Россией независимости Южной Осетии и Абхазии запустил в промышленную эксплуатацию самый высокогорный в мире магистральный газопровод Дзуарикау — Цхинвал. За день до пуска газопровода Джуссоев был объявлен в розыск через Генпрокуратуру РЮО. «Я смеялся», — сказал, узнав об этом, Джуссоев и назвал Южную Осетию «бандитской республикой во главе с бандитами». На церемонии зажжения факела он не присутствовал.
В сентябре 2011 года инициативная группа подала в Центральную избирательную комиссию Южной Осетии документы для регистрации Джуссоева в качестве кандидата на выборах президента республики, которые должны были пройти в ноябре того же года. В октябре 2011 года ЦИК отказал Джуссоеву в регистрации, сославшись на то, что бизнесмен не попал под так называемый ценз оседлости, то есть не проживал на территории Южной Осетии в течение последних 10 лет.
Является Председателем Совета ООО КБ «Евроазиатский Инвестиционный Банк», с долей акций 67 %.
Банк России с 4 декабря отозвал лицензию на осуществление банковских операций у Евроазиатского Инвестиционного Банка (регистрационный номер 2897, г. Москва).
Также Джуссоев является учредителем 19 организаций. Его компании регулярно получают крупные заказы и выступают сторонами в арбитражных судах, 548 арбитражных дел уже проведено. Организации подозреваются в отмывании средств. 
На сегодняшний день Альберт Джуссоев работает  советником главы Республики Северная Осетия-Алания на общественных началах. 